# Subdistricten van China
Subdistrict is in Volksrepubliek China een gebied dat deel uitmaakt van een district (区). Een district maakt weer deel uit van een stadsprefectuur (市). Een prefectuurstad maakt weer deel uit van een provincie (省).

## Voorbeeld
Meneer Zhou woont in:
- Land: Volksrepubliek China (中华人民共和国)
- Provincie: Guangdong (广东省)
- prefectuurstad: Shenzhen (深圳市)
- District: Longgang (龙岗区)
- Subdistrict: Kuichong (葵涌街道/鎮)
- Dorp: Tuyang (土洋村)